# Sarima formosana
Sarima formosana är en insektsart som beskrevs av Heinrich Christian Friedrich Schumacher 1915. Sarima formosana ingår i släktet Sarima och familjen sköldstritar. Inga underarter finns listade i Catalogue of Life.